# افرایم اچ. فاستر
افرایم اچ. فاستر (به انگلیسی: Ephraim H. Foster) سناتور سابق عضو حزب ویگ بود. وی در سال ۱۸۳۸ تا ۱۸۳۹ و ۱۸۴۳ تا ۱۸۴۵ میلادی سناتور ایالت تنسی در سنای ایالات متحده آمریکا بود.